# Опсерваторија Брера
Опсерваторија Брера (итал. Osservatorio Astronomico di Brera) је астрономска опсерваторија у миланском округу Брера, Италија. Изградио га је у историјској Палати Брера 1764. године језуитски астроном Руђер Бошковић. Након сузбијања језуита од стране Папе Клемента XIV, 21. јула 1773, палата и опсерваторија прелазе у руке тадашњих владара северне Италије, аустријске династије Хабзбург. После независности Италије 1861. године, опсерваторију је водила италијанска влада.
1862. године, новопостављена италијанска влада побољшала је објекте опсерваторије наручивши  рефракциони телескоп Мерц од 218 мм од немачког конструктора Георга Мерца. 1946. године опсерваторија је постала део научних институција новорођене Републике Италије, а од 2001. постала је део Националног института за астрофизику (ИНАФ).
Астроном Маргерита Хак радила је у Опсерваторији од 1954. до 1964. године, све док није постала професор Института за физику Универзитета у Трсту.
Данас се особље Опсерваторије састоји од отприлике сто људи. Подручје истраживања покрива широк спектар области, од планета до звезда, црних рупа, галаксија, експлозија гама зрака и космологије. Опсерваторија је такође активна у технолошким истраживањима која се примењују на астрономске инструменте и један је од светских лидера у развоју рентгенске астрономске оптике и светлосних инструмената за свемирске мисије.

## Музеј
Збирка Музеја опсерваторије садржи астрономске инструменте које су астрономи Брере користили током година, од раних дана Опсерваторије до 1970-их. Колекција коју је започео Ђовани Скјапарели, а обогатили су је и каснији директори, приказана је у улазном холу Опсерваторије. Садашњи изглед галерије резултат је напора усмерених на очување и промоцију изложених предмета који су рестаурирани и каталогизовани у оквиру пројекта који је започео Институт за општу и примењену физику Универзитета у Милану. Језгро астрономских инструмената Опсерваторије обогаћено је разним научним инструментима који су део историјске колекције Универзитета у Милану. Ту спадају телескопи, микроскопи, пнеуматски и електростатички уређаји, инструменти за картографска испитивања 18 - 19. века.
Купола са 8-инчним рефракционим телескопом који је Скјапарели поставио 1875. године такође је део Музеја. Скјапарели је користио овај телескоп за своја астрономска истраживања бинарних звезданих система, комета, астероида и планета Сунчевог система, а посебно Марса. 1999. године телескоп и купола су у потпуности обновљени да би могли да раде и отворени су за јавност.